# Andreja Urh
Andreja Urh (1955) è un'ex sciatrice alpina slovena che gareggiò per la nazionale jugoslava.

## Biografia
Sciatrice polivalente, in Coppa del Mondo la Urh esordì il 6 dicembre 1973 a Val-d'Isère in discesa libera (73ª), ottenne il miglior risultato il 19 gennaio 1975 a Jahorina in slalom gigante (49ª) e prese per l'ultima volta il via il 26 gennaio 1976 a Kranjska Gora in slalom speciale, senza completare la prova; gli ultimi risultati della sua carriera agonistica furono le medaglie d'oro vinte dalla Urh nella discesa libera e nella combinata ai Campionati jugoslavi 1977. Non prese parte a rassegne olimpiche o iridate.

## Palmarès

### Campionati jugoslavi
- 3 ori (combinata nel 1976; discesa libera, combinata nel 1977)[1]